# Speleomantes
Speleomantes is een geslacht van salamanders uit de familie longloze salamanders of Plethodontidae. De groep werd voor het eerst wetenschappelijk beschreven door Alain Dubois in 1984. De soorten werden eerder tot het geslacht grottensalamanders (Hydromantes) gerekend.

## Uiterlijke kenmerken
Er zijn in totaal acht soorten, die allemaal erg klein blijven; tussen ongeveer 10 en 15 centimeter inclusief de staart die ongeveer de helft van de lichaamslengte beslaat. Alle soorten hebben een smal lichaam, waarvan de staart bij volwassen exemplaren iets kleiner is dan de kop en romp tezamen. De relatief grote kop heeft grote ogen en parotoïden, de klieren achter de ogen. De staart is vrijwel rond en de ledematen zijn groot, de huid is vrij glad en de ribben of costale groeven zijn duidelijk te zien. De ovale klier op de kin is duidelijk te zien. Alle soorten bezitten de kameleon-achtige schiettong, waarmee prooien worden beschoten en in de bek getrokken. Een ander 'kenmerk' is de enorme variatie aan kleuren en patronen binnen alle soorten, wat bij de determinatie niet helpt. De verspreidingsgebieden overlappen elkaar echter zelden, zodat bij in het wild aangetroffen exemplaren weinig verwarring mogelijk is.
De vliezen aan de tenen die bij de meeste salamanders dienen om beter te zwemmen, worden door in grotten levende salamanders gebruikt om de grip bij het klimmen op de grotwanden te verbeteren, ook het plakkerige lichaam en de enigszins oprolbare en als grijporgaan gebruikte staart helpen hierbij. Hierdoor kunnen de salamanders loodrecht tegen de grotwanden opklimmen.

## Voortplanting
Mannetjes zijn moeilijk van vrouwtjes te onderscheiden, over het algemeen worden de vrouwtjes iets langer, en hebben een minder gezwollen cloaca dan de mannetjes. De paring verloopt middels een zogenaamde paringsmars waarbij het mannetje met zijn staartwortel zijwaartse bewegingen maakt. Voorafgaand aan de paring zoekt het mannetje eerst uit om welke soort het gaat en of het een vrouwtje betreft, door aan zijn potentiële partner te ruiken. Bij een match scheidt het mannetje een geurstof uit, en zet een spermatofoor af, dat al lopend door het vrouwtje wordt opgenomen. De ontwikkeling is niet uniek voor salamanders, maar wel bijzonder; de afgezette eitjes hebben relatief grote embryo's die zich volledig in het ei ontwikkelen. Er is dus geen zichtbaar en vrij zwemmend larvestadium dat oppervlaktewater nodig heeft. De vrouwtjes bezoeken regelmatig het nest of bewaken het permanent en houden het schoon en vochtig. Een nadeel van deze vorm van ontwikkeling is dat de eitjes er zeer lang over doen om uit te komen; meestal 10 maanden tot een jaar.

## Verspreiding en habitat
Alle soorten komen voor in Europa, en leven in noordelijk Italië en westelijk Frankrijk. Het zijn zonder uitzondering bewoners van vochtige grotten, waar ze bij het water leven. De verwante soorten uit het geslacht Hydromantes leven alleen in de Verenigde Staten. 

## Taxonomie
Geslacht Speleomantes
- Soort Speleomantes ambrosii – Ambrosis grottensalamander
- Soort Speleomantes flavus – Monte Albo grottensalamander
- Soort Speleomantes genei – Sardijnse grottensalamander
- Soort Speleomantes imperialis – Geurende grottensalamander
- Soort Speleomantes italicus – Italiaanse grottensalamander
- Soort Speleomantes sarrabusensis
- Soort Speleomantes strinatii – Ligurische grottensalamander
- Soort Speleomantes supramontis – Supramontis grottensalamander